# Barrio La Concepción

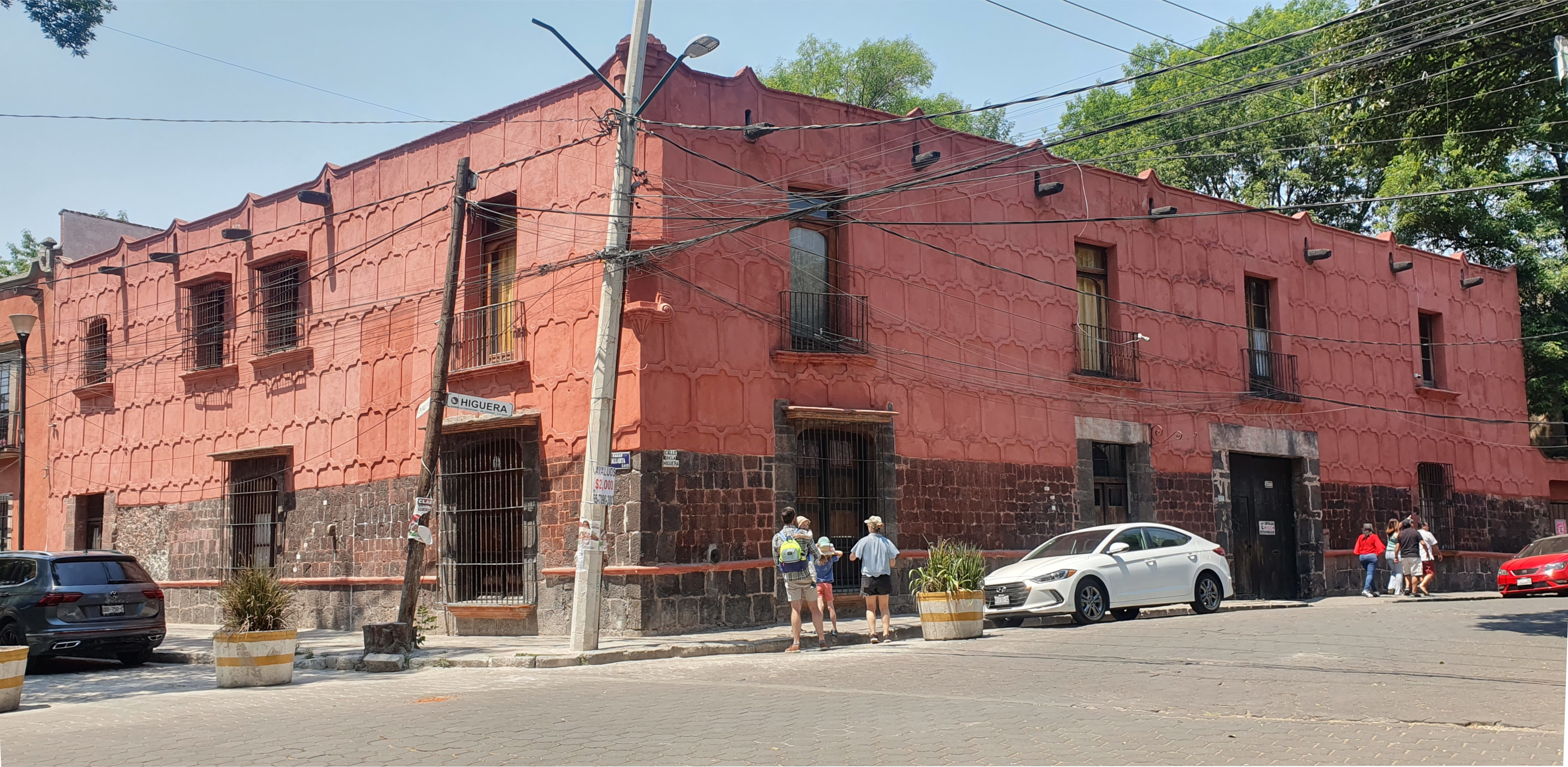
Casa Colorada

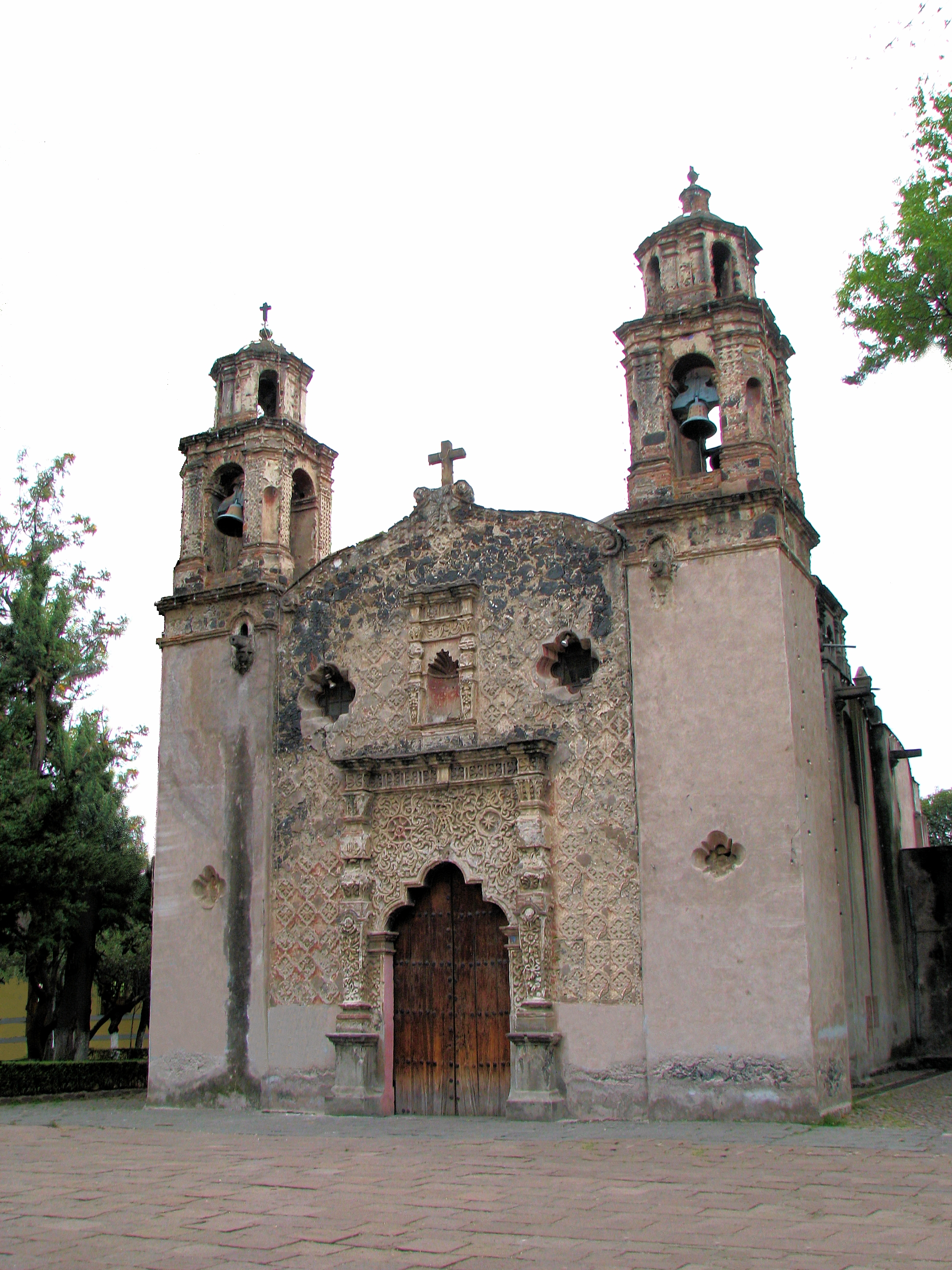
Die Kirche, von der das Viertel seinen Namen bezieht

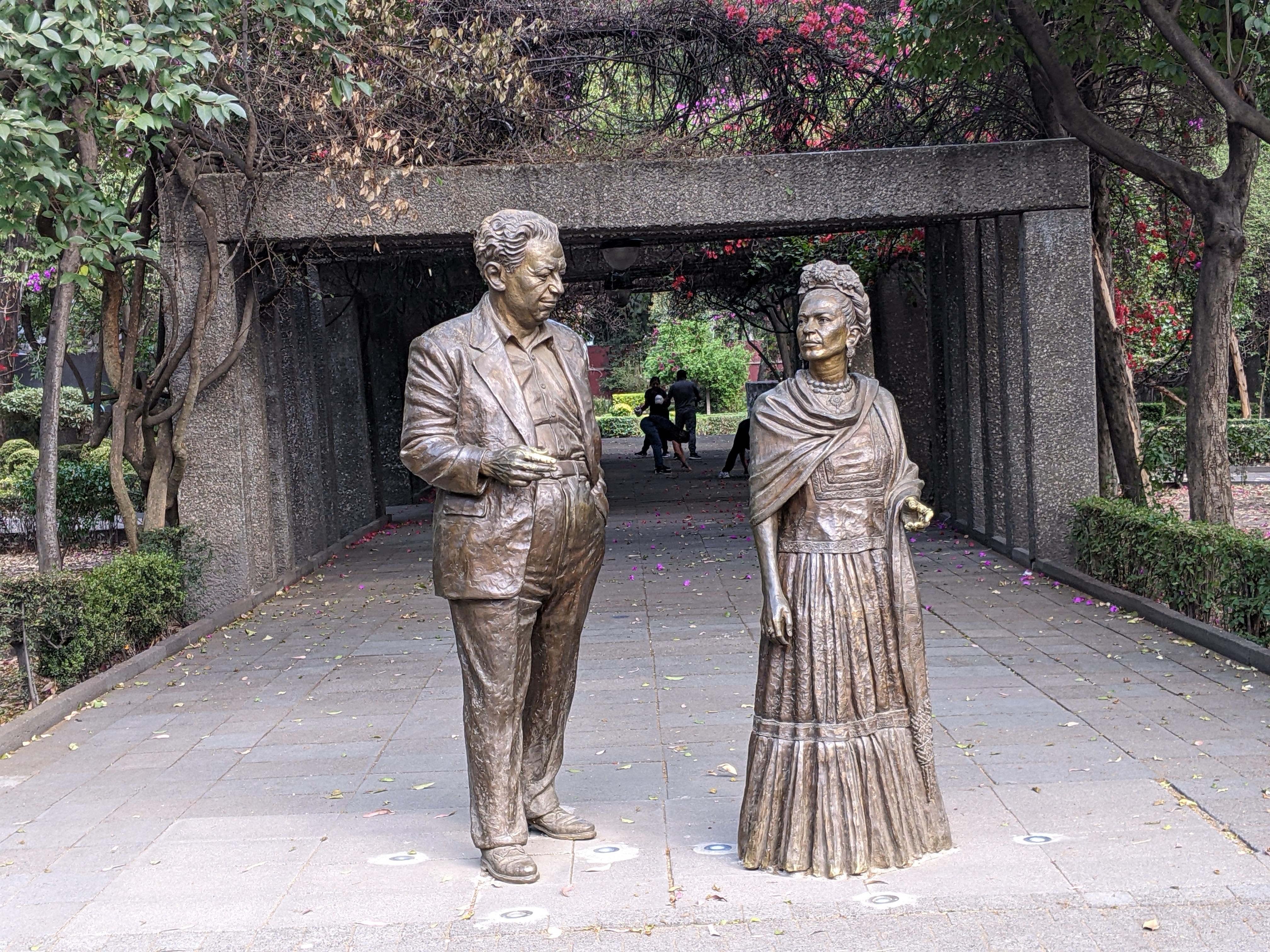
Denkmal für Diego Rivera und Frida Kahlo im nach der Künstlerin benannten Park im Barrio La Concepción

Das Barrio de La Concepción, im Volksmund auch „La Conchita“ genannt, ist einer von 151 Wohnbezirken (spanisch: colonias) in der Delegación Coyoacán in Mexiko-Stadt.

## Lage
Das Viertel erstreckt sich zwischen der Avenida Miguel Hidalgo im Norden, den Straßen Cinco de Febrero und Caballocalco im Westen, der Avenida Miguel Ángel de Quevedo im Süden sowie der Calle Vicente García Torres im Osten. 
Benachbarte Viertel sind die Colonia del Carmen im Norden, das Barrio de Santa Catarina im Westen, die Colonia de San Francisco und das Barrio del Niño Jesús im Süden sowie das Barrio de San Lucas im Osten.

## Geschichte
Die beiden wahrscheinlich ältesten, zumindest aber bekanntesten, Gebäude des Viertels sind die „Casa Colorada“ (das Rote Haus), das der spanische Eroberer Mexikos, Hernán Cortés, 1521 für seine Dolmetscherin und Geliebte Malinche errichten ließ, sowie die „Iglesia de la Inmaculada Concepción“ (Mariä-Empfängnis-Kirche), von der das Viertel seinen Namen bezieht. Hernán Cortes´ spätere spanische Ehefrau, Catalina Juárez, soll viele Nachmittage in der Kirche verbracht und gebetet haben.
Weitere erwähnenswerte Gebäude in dem Viertel sind die 1932 eröffnete Escuela Primaria „Héroes de Churubusco“, das 1985 eröffnete „Foro Cultural Ana María Hernández“ für Theater-, Musik- und Tanzveranstaltungen sowie das 2012 eröffnete, lichtdurchlässige „Centro Cultural Elena Garro“, das der gleichnamigen mexikanischen Schriftstellerin gewidmet ist und ihren herausragenden Beitrag zur mexikanischen Literatur würdigen soll. In dem Gebäude befinden sich zahlreiche Bücher mit Schwerpunkt auf Ausgaben des Secretaría de Cultura, des Instituto Nacional de las Bellas Artes und des Instituto Nacional de Antropología e Historia.
Ebenfalls in dem Viertel befindet sich der 1984 eröffnete „Parque Frida Kahlo“, der der weltbekannten mexikanischen Mahlerin gewidmet ist, die in der benachbarten Colonia del Carmen lebte. In dem Park befinden sich Skulpturen für sie und ihren Lebensgefährten Diego Rivera.